# Annie Dufresne
Annie Dufresne es una actriz y cantante quebequesa nacida el 12 de marzo de 1973.

## Biografía

### Filmografía
- 2006: Cadáver exquisito primera edición: Jeanne De Cactus